# Elizabeth Savalla
Elizabeth Savalla Casquel (São Paulo, 23 novembre 1954) è un'attrice brasiliana.

## Biografia
Ha preso lezioni di recitazione già negli anni di liceo. Ha lavorato in alcune telenovelas di grande successo come Magia, Gabriela, Piume e paillettes, Mamma Vittoria. Nel suo Paese è nota anche per essere apparsa negli show di Chacrinha e in altri programmi televisivi dal vivo.

## Vita privata
Si è sposata due volte: è madre di quattro figli, avuti dal suo primo marito, il collega Marcelo Picchi (il matrimonio è durato 11 anni). 

## Filmografia

### Televisione
- A casa fechada (1972)
- O grito (1975)
- Gabriela (1975)
- Estúpido Cupido (1976)
- Magia (O Astro) (1977)
- Pai Herói (1979)
- Piume e paillettes (Plumas e paetês) (1980)
- O homem proibido (1982)
- Mamma Vittoria (Pão Pão, Beijo Beijo) (1983)
- Partido alto (1984)
- De quina pra lua (1985)
- Hipertensão (1986)
- Meu marido (1991)
- Você decide (episodio: "Ser ou não ser") (1993)
- Sex appeal (1993)
- Quatro por quatro (1994)
- Quem é você? (1996)
- A justiceira (1997)
- Você decide (episodio: "Vida") (1998)
- Você decide (episodio: "A filha de Maria") (1999)
- Brava gente (episodio: "O casamento enganoso") (2000)
- Você decide (episodio: "Oscar Matriz e filial") (2000)
- A padroeira (2001)
- Sítio do pica pau amarelo (2002)
- Chocolate com pimenta (2003)
- Alma Gêmea (2005)
- Siete pecados (2007)
- Caras & bocas (2009)
- Morde & assopra (2011)
- Amor à vida (2013)
- Alto Astral (2014)
- Pega Pega (2017)